# Ducato di San Giovanni
Il Ducato di San Giovanni fu uno stato feudale esistito in Sicilia tra la fine del XVI secolo e gli inizi del XIX secolo. Il suo territorio corrispondeva all'odierno comune di San Giovanni Gemini, in provincia di Agrigento. 

## Storia
Il centro di San Giovanni fu edificato all'interno della contea di Cammarata: il suo feudatario Federico Abbatelli Chiaramonte nel 1451 ottenne il privilegio di edificare nuove terre (jus aedificandi), ma solo in seguito, nel 1507, ottenne dal re Ferdinando II d'Aragona la licentia populandi.
La terra di San Giovanni fu elevata a ducato con il conte Ercole Branciforte, il quale fu investito del titolo di duca da parte del re Filippo II di Spagna, con privilegio concesso il 10 novembre 1587 ed esecutoriato in Palermo il 15 maggio 1588. Il Ducato di San Giovanni passò in dote ai Moncada nel 1666, a seguito del matrimonio contratto in quell'anno dalla duchessa Giovanna Branciforte Moncada (1645-1680) - investita a titolare del feudo il 18 febbraio 1656 - con lo zio materno Ferdinando Moncada Gaetani, figlio di Ignazio dei principi di Paternò.
I due stati feudali di Cammarata e di San Giovanni appartennero ai Moncada fino al 1812, con l'abolizione del feudalesimo in Sicilia avvenuta in quell'anno, sancita con la promulgazione della Costituzione siciliana, concessa dal re Ferdinando III di Borbone in risposta alla rivolta scoppiata nell'isola e all'avanzata napoleonica.

## Cronotassi dei Duchi di San Giovanni

### Epoca feudale
- Ercole Branciforte Settimo (1587-1616)
- Girolamo Branciforte Tagliavia (1616-1622)
- Francesco Branciforte Gioeni (1622-1652)
- Girolamo Branciforte Gioeni (1652-1657)
- Giovanna Branciforte Moncada (1657-1680)
- Ferdinando Moncada Gaetani, maritali nomine (1667-1680)
- Luigi Guglielmo Moncada Branciforte (1680-1743)
- Francesco Rodrigo Moncada (1747-1764)
- Giovanni Luigi Moncada Ruffo (1764-1812)

### Epoca post-feudale
- Giovanni Luigi Moncada Ruffo (1812-1827)
- Pietro Moncada Beccadelli di Bologna (1827-1861)
- Corrado Moncada Bajada (1861-1895)
- Pietro Moncada Starrabba (1895-1920)
- Ugo Moncada Valguarnera (1920-1946)